# 肋骨唱片

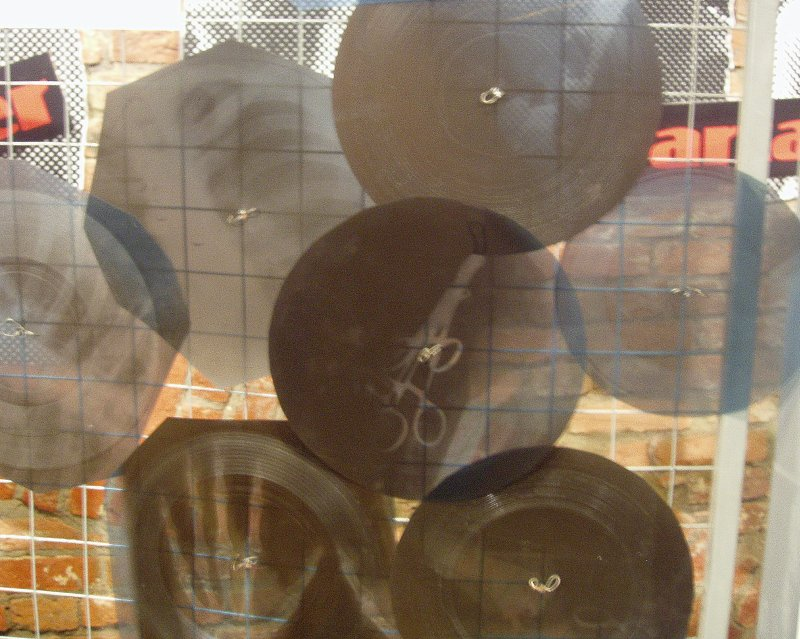
「骨头上的摇滚」，录音唱片（苏联，1950年代），藏于莫斯科温扎沃德当代艺术中心

肋骨唱片（俄语：рёбра，羅馬化：ryobra，意为「肋骨」），又称「肋骨上的音乐」（Музыка на рёбрах）「骨头上的爵士乐」（Джаз на костях）「骨头」或「骨头乐」（роентгениздат），为使用X光胶片勉强制作的录音唱片。这些唱片多制作于20世纪50至60年代，当时苏联禁止播放某些类型的音乐，此即将这些音乐偷传入境以及分发的一种地下方式。遭到禁止的音乐家包括流亡音乐人和西方音乐人等，前者有彼得·列先科（Пётр Лещенко）和亚历山大·维尔京斯基（Александр Вертинский）等；后者包括猫王、披头士、滚石乐队、海滩男孩、埃拉·菲茨杰拉德、恰比·切克等。

## 生产
制备录音的材料是医用X光片，从医院诊所购买或从其垃圾中淘拣而来。X光片切成7英寸唱片的形状，其中心圆孔则用香烟烫制。根据俄罗斯音乐评论员兼摇滚记者阿尔捷米·特罗伊茨基（Артемий Троицкий）的说法，「声槽（每分钟78转）刻出来是借助特别的机器（机器的制作呢，他们说是从旧唱机上由见不得光的手艺人做出来的）」，其又说道唱片的「质量不行，但价格不贵，要一个或者一个半卢布」。所做出的唱片可以播放五到十遍。

## 法律问题
流通被取缔的外国流行音乐，这种私下的门路最终导致1958年通过一部法律，禁止在家中生产具有「违法的流氓风气」的录音。所谓「流氓风气」指的就是「斯迪亚季」，其为苏联青年中的一种亚文化，拥护西方风格的衣着和舞蹈，以此闻名。

## 历史

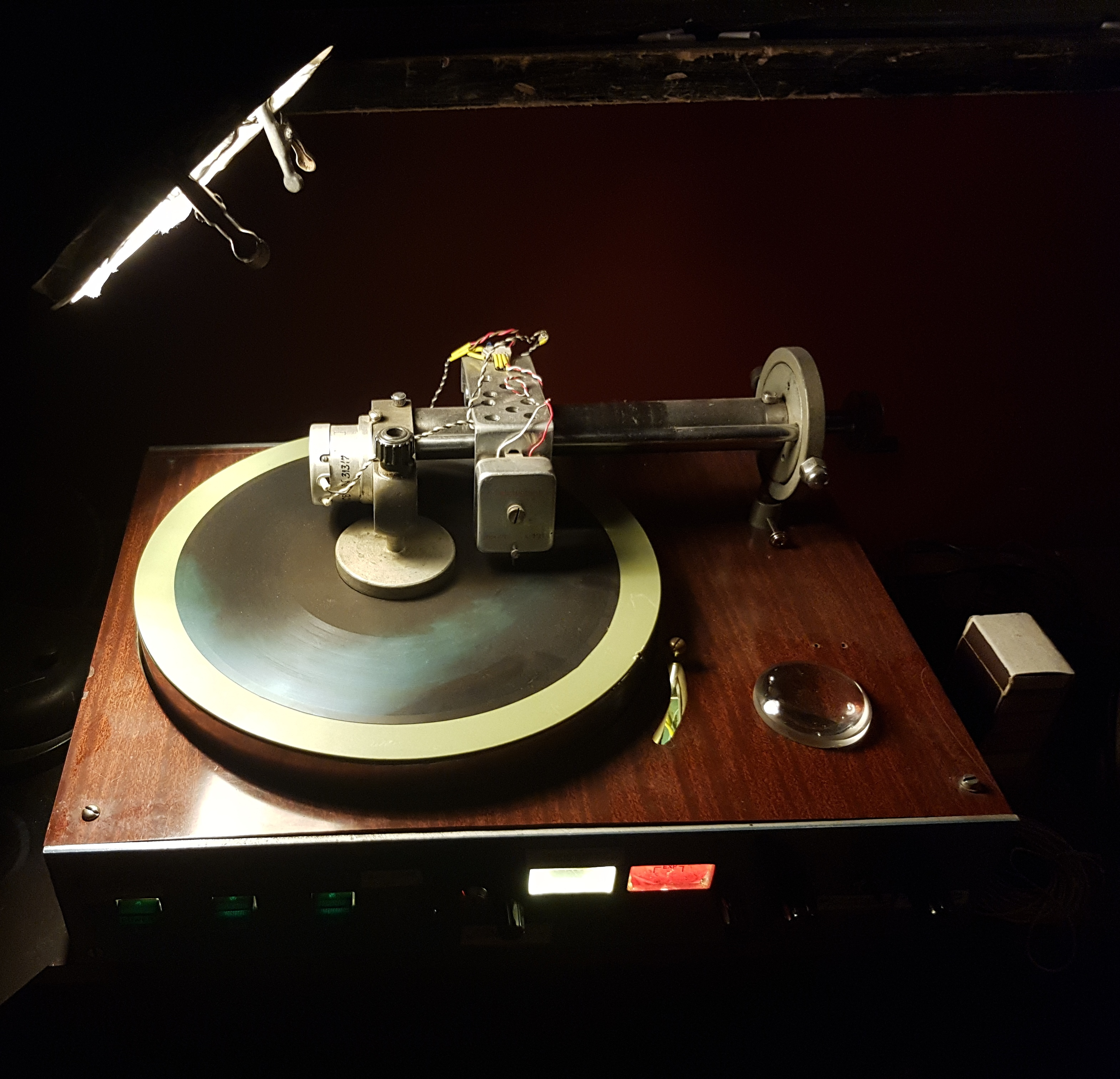
秘密出版所使用的唱片制作机

1946年，波兰人斯坦尼斯拉夫·菲洛（Stanislav Filo）将一台德律风根牌唱片制作机带到列宁格勒。他将机器放在商店一角，開始录制顧客聲音以作为纪念品销售。然而这种经营只是明面工作。入夜商店闭门之后，他即利用这一机器从正版唱盘制作出盗版唱盘售給音樂愛好者。某日鲁斯兰·博古斯拉夫斯基（Руслан Богуславский）造访，听到店中传出探戈的声音，而探戈在當時的蘇聯是禁歌，他即向菲洛询问是否能购买这样的唱片。菲洛答道「我不能卖，但你要是在关门后再来，我可以想点办法」，博古斯拉夫斯基再来之后，菲洛即向其出售了一张盗版探戈唱盘。
其后博古斯拉夫斯基秘密测量了菲洛唱片制作机的尺寸，与担任市营电车司机的鲍里斯·季甘（Борис Тиган）一起造出了一台原型的唱片制作机。然而他们没有得到用于录音的媒介。当时苏联公民有义务定期进行X射线摄影检查，他们就从医院和诊所购买，并从垃圾堆中淘拣出废旧的X光片作为录音的材料使用。事在1947年。因为顾虑火灾，当时苏联政府曾发布命令要求处理废旧X光片。
他们将这一盗版厂牌命名为「金狗帮」。博古斯拉夫斯基进一步仿制了唱片制作机、并指导他人使用X光片，允许他人制作盗版唱盘。从列宁格勒开始，这一事业扩展到了莫斯科、基辅、敖德萨等地。1950年，当局逮捕了列宁格勒所有参与此事的人。博古斯拉夫斯基和季甘受到审判，前者判刑5年，后者则因为一直在录制自创的音乐被判7年。
1953年，斯大林去世，二人得到特赦出狱，再次开始制作唱片。博古斯拉夫斯基又一次被判入狱，为期2年，出狱后仍然一如往常开始制作唱片。其后他第三次被捕，出狱后终于不再制作唱片。因为苏联的体制已经发生了变化。
据说，由于磁带得到普及，这种唱片在1961年前后自然消失了，流通量则据称有数百万份之多。有说法表示，这种唱片的销售不仅在苏联境内，也流传到了波兰和匈牙利。

## 有关文化
冷战时期的苏联对自由收听音乐也有所管控。1931年10月开始，民间私自贩售音乐遭到禁止，违反者最高可判处七年监禁。
遭到禁止的音乐种类多种多样，有波尔卡、探戈和伦巴等等；爵士乐方面，则摇摆乐可以接受，摩登爵士被禁止。在肋骨唱片中，还有唱片刻有日本香颂歌手淡谷纪子（淡谷のり子）所唱的伦巴。
在私下传播被禁的音乐方面，1958年苏联出台法律禁止自行制作斯迪亚季风格的唱片，由于肋骨唱片的交易是非法的，故它们被卷起来藏在大衣袖子里，双方相互擦肩而过，这样完成传递。
2008年制作的俄罗斯电影《斯迪亚季》中，开头就有制作肋骨唱片的场景。
日本摄影师都筑响一在观看制作的纪录片之后开始了解到肋骨唱片，后来在2015年前后从互联网得到了实物。他了解到海滩男孩和披头士的唱片售价超过十万日元，唱片中还有日本歌手的作品。都筑表示在这种文化背景下，存在这样的音乐，人们愿意冒着「被送到西伯利亚」的风险赌命去听，这种事颇有意味。

## X光音响计划
英国乐队真图斯黛·韦尔德（the Real Tuesday Weld）巡演至圣彼得堡时，其中的音乐人斯蒂芬·科茨（Stephen Coates）在一家街市上偶然见到一张X光录音。科茨受到启发，发起了「X光音响计划」，首倡为「骨头乐」录音制作信息资源库，方式包括图片、录音、采访等等。其后科茨用数年调研，并采访肋骨唱片的地下制作者，于2015年11月出版书籍《X光音响：苏联音乐在骨头上的怪异故事》（X-Ray Audio: The Strange Story of Soviet Music on the Bone），由奇异吸子出版社（Strange Attractor）出版。
2015年6月，科茨在克拉科夫围绕相关主题作演讲。他同声音艺术人士兼研究者亚历山大·科尔科夫斯基（Aleksander Kolkowski）开展巡游，向人们讲述苏联X光唱片地下制作者们的故事，并用现场音乐演出刻录新的X光片录音，示范这种唱片的制备过程。科茨和摄影师保罗·哈特菲尔德（Paul Heartfield）还举办巡回展览，得到卫报和BBC广播四台「今日」节目的报道。
2019年，科茨创作出品了纪实节目「骨头音乐」（Bone Music），根据在俄罗斯所作的采访制成，在广播三台「双耳之间」（Between the Ears）系列节目中作一期播放。这期节目向听众讲述冷战时代苏维埃联盟中遭禁的音乐所形成的地下文化，其中有俄罗斯乐队「木乃伊侏儒」（Мумий Тролль）直接用X光片刻录瓦季姆·科津（Вадим Козин）的歌曲。

## 参看
- 秘密出版物
- 软模唱片（英语：Flexi disc）

### 文内引注
1. ↑  从俄语词（意为「样式」，同英语）。
2. ↑  见「#延伸阅读」节。

## 延伸阅读
- Coates, Stephen (编). . London: Strange Attractor Press. 2015. ISBN 978-1-907222-38-2.
- Yurchak, Alexei. . Barker, Adele Marie  (编). . Durham, N. C.: Duke University Press. 1999: 82. ISBN 978-0-82-232313-6. OCLC 185952345.
- Yurchak, Alexei. . . Princeton University Press. 2006.
- 西野肇.  (纪录片). NHK. 2001.